# Çermik
Çermik est une ville et un district de la province de Diyarbakır dans la région de l'Anatolie du sud-est en Turquie.
Çermik, autrefois appelé Aberna, tire son nom de sa célèbre station thermale Çermik.
La population de Çermik est d'environ 21 000.
Les principales attractions sont Gelincik Dağı (mont de Gelincik), le pont Haburman, la médersa Çeteci Abdullah Pacha, et la fontaine de Bandeler.